# Гай Кальпурній Бібул
Гай Кальпурній Бібул (лат. Gaius Calpurnius Bibulus; близько 57 до н. е. — ?) — політичний діяч, письменник початку Римської імперії.

## Життєпис
Походив з плебейського роду Кальпурніїв. Син Марка Кальпурнія Бібула, консула 59 року до н. е., та Порції Катони. Рано втратив батька. Виховувався своїм вітчимом Марком Юнієм Брутом, республіканцем та вбивцею Гая Цезаря. У 43 році до н. е. одягнув чоловічу тогу. Надалі залишався у Римі під час боротьби за владу між Октавіаном Августом та Марк Антонієм.
За часів встановлення імперії увійшов до сенату. Невідомо займав він посаду квестора або еділа, за іншими відомостями міг бути курульним еділом. Зберіг прихильність республіканцям. Помер ймовірно наприкінці правління Августа.

## Творчість
Був письменником епохи Октавіана Августа. Написав мемуари про свого вітчима Марка Юнія Брута, якими користувався Плутарх у своїй праці.

## Родина
- Гай Кальпурній Бібул, еділ 22 року н. е.